# نعنای آبی
نعنای آبی، نعنای آبی یا پونه آبی (نام علمی: Mentha aquatica) یک گیاه دائمی از تیره نعناعیان و بومی اروپا، شمال غربی آفریقا و جنوب غربی آسیا است و به‌جز در مناطق کاملاً شمالی در بقیه جاها رشد می‌کند. همان‌طور که از اسمش پیداست این گیاه در آب و به ویژه کناره جوب، رودخانه و کانال‌های آب و در مردابها و محل‌های مرطوب نیز رشد می‌کند.
نعنای آبی گیاهی علفی، چندساله و دارای ریزوم است. ساقه‌های چهارگوش رونده و ایستاده به ارتفاع ۲۰ تا ۹۰ سانتی‌متر و برگ‌هایی با پهنک تخم‌مرغی سه‌گوش دارد. گل‌آذین سنبله و گل‌های بنفش و ارغوانی کوچک فشرده در انتهای ساقه‌ها دارد.
فرهنگستان زبان فارسی این گیاه را نعناع جویباری نامیده و آن را توصیف کرده است.

## نگارخانه

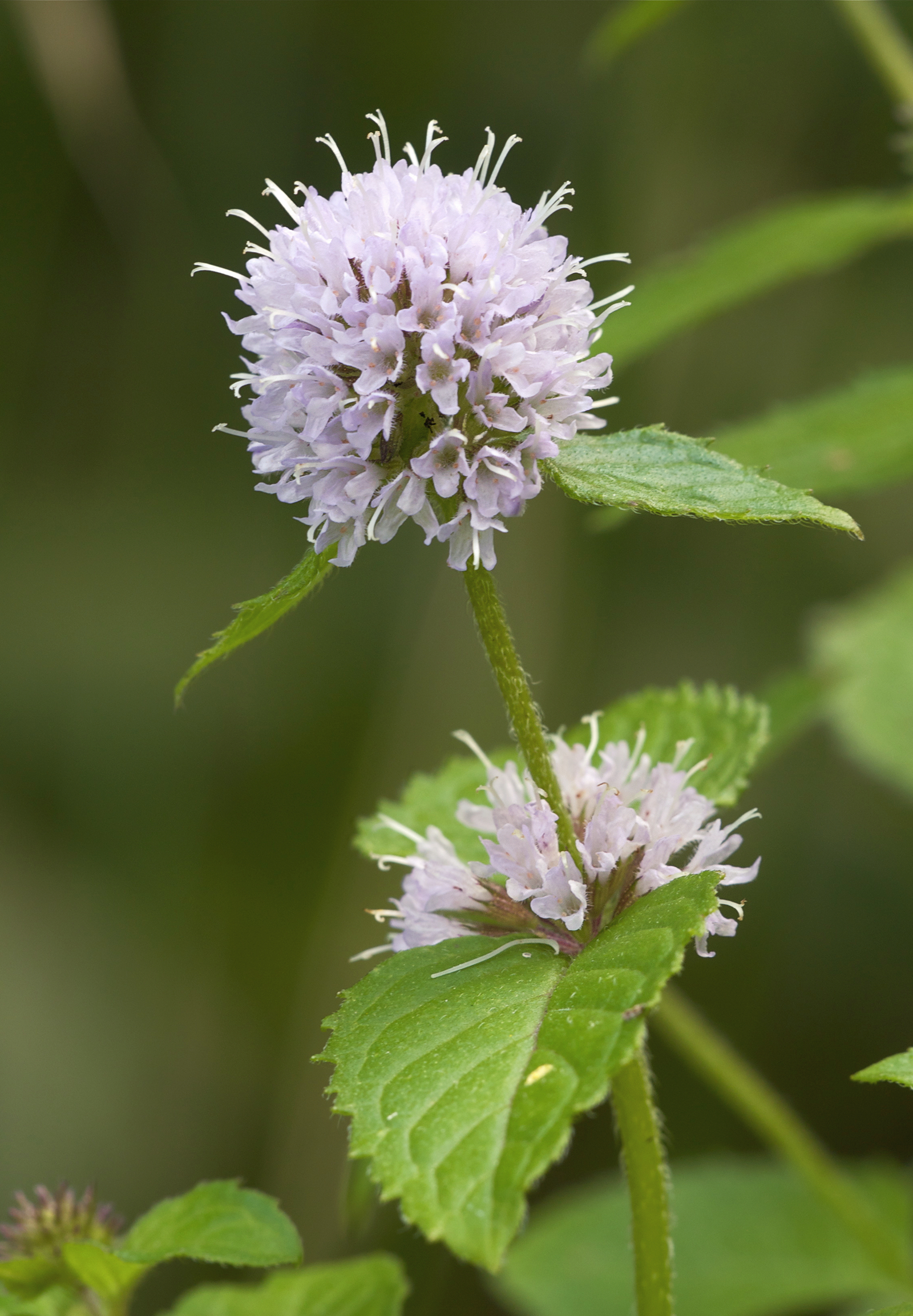
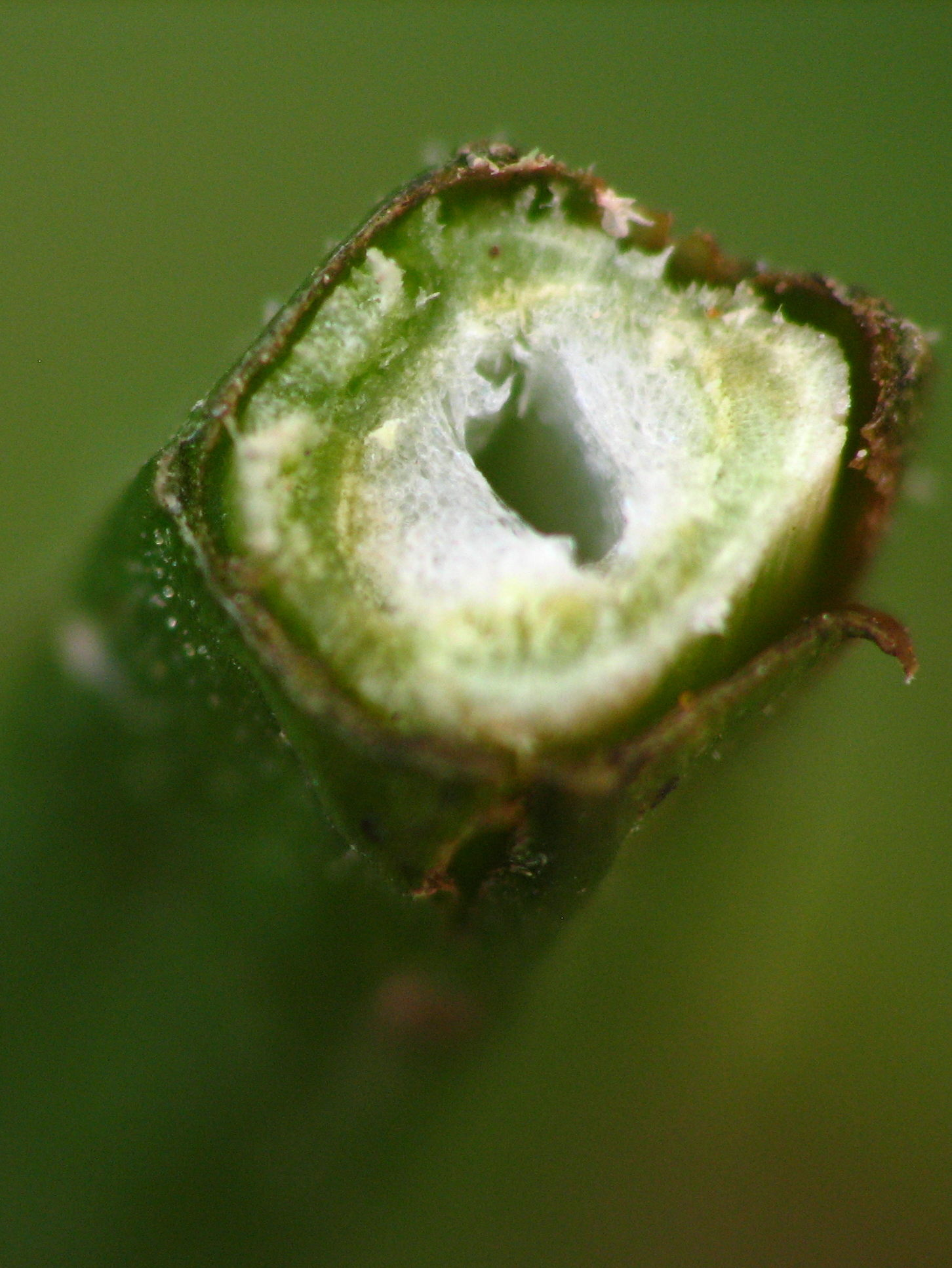
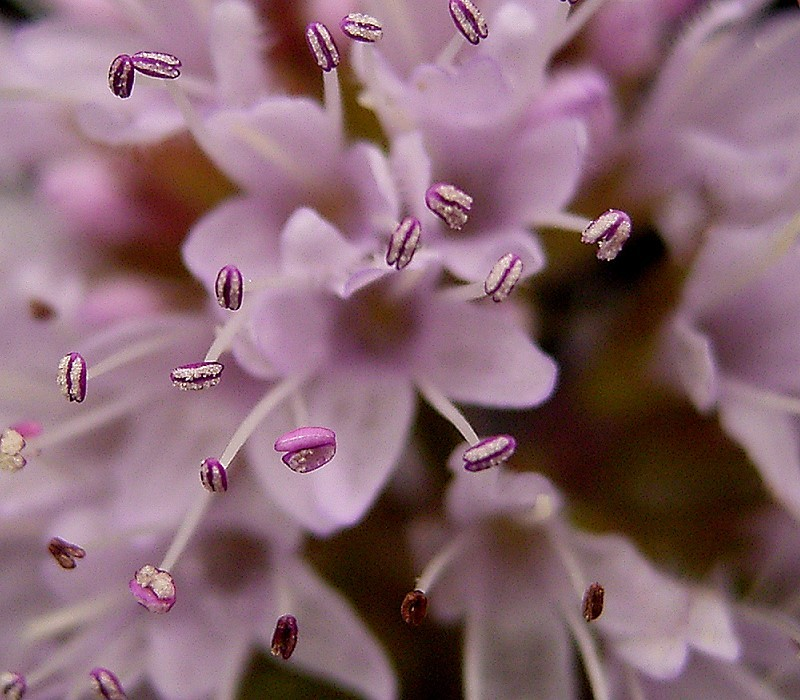
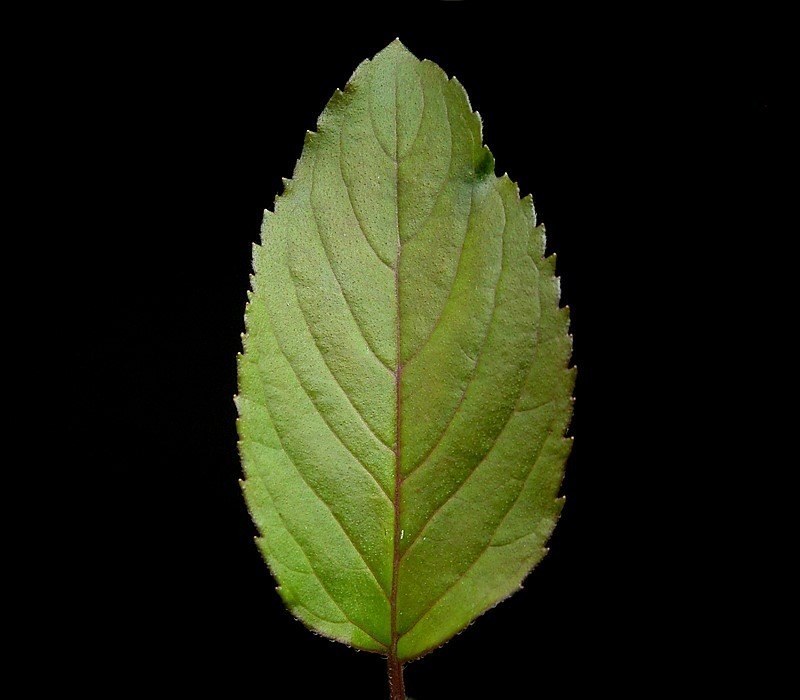
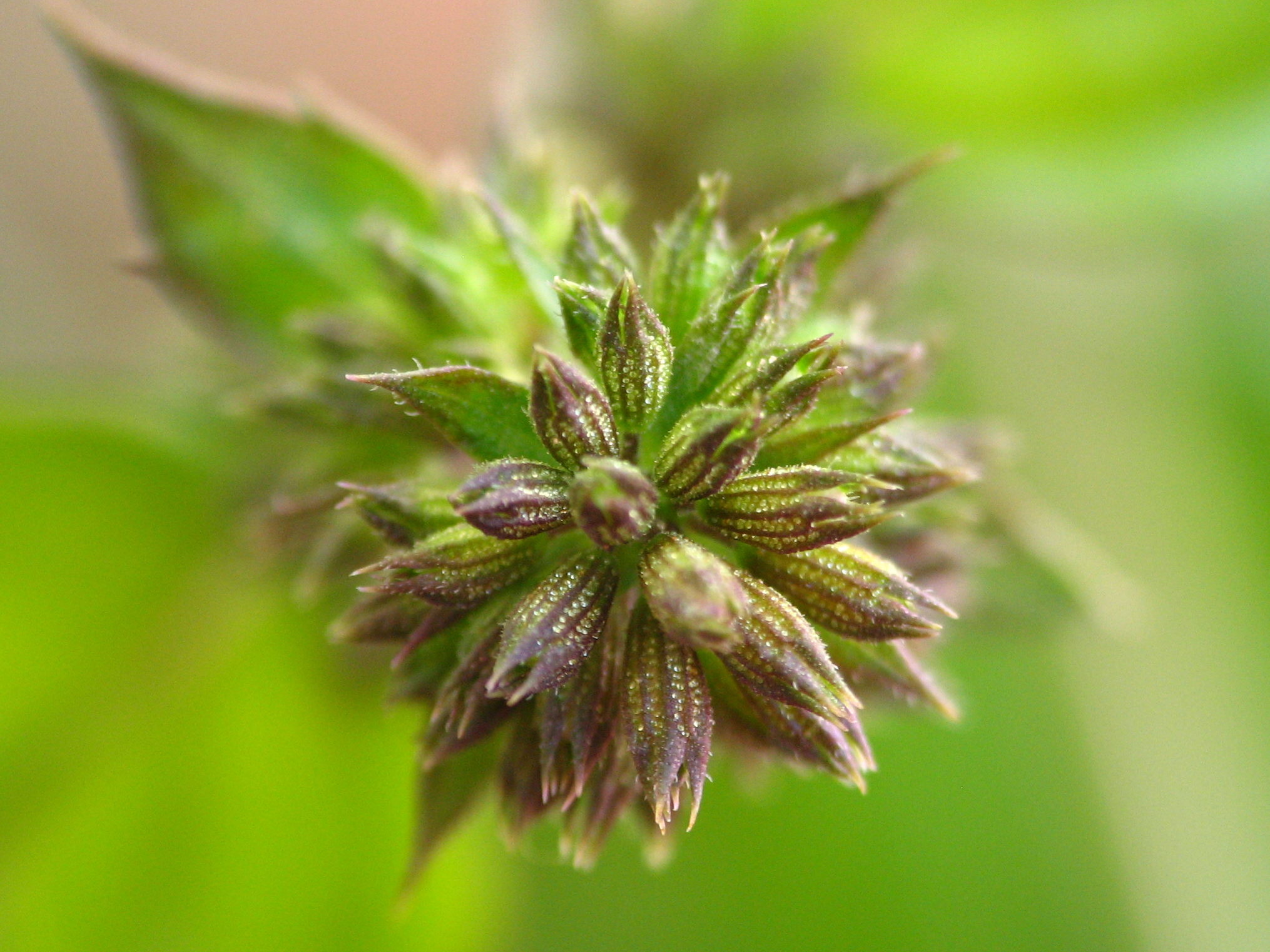